# 中華大学
中華大学（ちゅうかだいがく、中華大學、Chung Hua University）は、新竹市にある私立総合大学。新竹地区の産業発展に必要な人材を育成することを目標に設立された。
「事業の成功は社会に還元される」との志の実現を創立の理念として、1990年3月に正式に教育部の批准を受け、中華工学院が創立。同年7月に大学連合募集に加わり、1997年8月1日に中華大学に改称した。

## 歴史
| 年     | 月日   | 事跡                     |
| ------ | ------ | ------------------------ |
| 1990年 | 3月    | 「中華工学院」として開校 |
| 1992年 | -      | 夜間部を新設             |
| 1997年 | 8月1日 | 「中華大学」と改称       |

## 組織
| | |
| - 工学部 - 電機工学科 - 土木工学情報学科 - 機械工学科 - 応用数学科 - 通信工学科 - 微電子工学科 - 航空宇宙工学大学院 - 工学研究所博士課程 - 建築計画学院 - 建築都市計画学科 - 景観建築学科 - 建築工学科 - 建築管理大学院 | - 管理学部 - 工業管理学科 - 企業管理学科 - 財務管理学科 - 運輸テクノロジー物流管理学科 - 国際貿易学科 - 科学技術管理大学院 - 経営管理大学院 - 人文社会学部 - 外国文学科 - 行政管理学科 - 教養課程センター - 教職養成センター - 応用日語科 - 応用外国語及びスマートコマース学士コース - 情報学部 - 情報工学科 - 情報管理学科 - 生物情報学科 - 情報学士学位課程 - 観光学部 - ホテルレストラン管理学科 - レジャー遊憩計画管理学科 - 観光MICE管理学士学位課程 |

## 教員

### 歴代学長
| 代   | 氏名   | 任期 |
| ---- | ------ | ---- |
| 初代 | 劉通敏 | 1990 |
|      | 沈文叔 | 1993 |
|      | 林樹   | 1994 |
|      | 郭一羽 | 1998 |
|      | 張家祝 | 2005 |
|      | 沙永傑 | 2008 |